# Waalse Pijl 1983
De 47e editie van de Belgische wielerwedstrijd Waalse Pijl (ook wel bekend als La Flèche Wallonne) werd gehouden op donderdag 14 april 1983. Het vernieuwde parcours had een lengte van 248 kilometer. Zowel de start als de finish lag voor het eerst in Hoei. Na een route van 150 kilometer door de Ardennen, volgden twee ronden in de omgeving van Hoei met telkens de beklimming van de Muur van Hoei. In totaal bereikten 78 renners de eindstreep.

## Verloop
Een zestal renners maakte zich vijftien kilometer voor de finish los uit een grote groep. Onder aanvoering van Bernard Hinault werd ruim een minuut voorsprong genomen. Niemand uit de kopgroep ondernam een ontsnappingspoging, waarna Hinault overtuigend de wedstrijd won voor zijn landgenoot René Bittinger en de Zwitser Hubert Seiz. Joop Zoetemelk was de enige Nederlander in de kopgroep. Hij eindigde als zesde.

## Uitslag
| Waalse Pijl 1983 |                   |                                  |          |
| Plaats           | Naam              | Ploeg                            | Tijd     |
| Winnaar          | Bernard Hinault   | Renault-Elf-Gitane               | 6u56'00" |
| 2                | René Bittinger    | Sem-France Loire-Mavic-Reydel    | z.t.     |
| 3                | Hubert Seiz       | Cilo-Aufina                      | z.t.     |
| 4                | Eddy Schepers     | Perlav-Eurosoap-Castelli-Gazelle | z.t.     |
| 5                | Jonathan Boyer    | Metauro Mobili-Pinarello         | z.t.     |
| 6                | Joop Zoetemelk    | Coop-Mercier-Mavic               | z.t.     |
| 7                | Michel Pollentier | Safir-Van de Ven-Moser           | + 1'12"  |
| 8                | Guido Van Calster | Del Tongo-Colnago                | + 1'14"  |
| 9                | Fons De Wolf      | Bianchi-Piaggio                  | z.t.     |
| 10               | Greg LeMond       | Renault-Elf-Gitane               | z.t.     |

1936 · 1937 · 1938 · 1939 · 1940 · 1941 · 1942 · 1943 · 1944 · 1945 · 1946 · 1947 · 1948 · 1949 · 1950 · 1951 · 1952 · 1953 · 1954 · 1955 · 1956 · 1957 · 1958 · 1959 · 1960 · 1961 · 1962 · 1963 · 1964 · 1965 · 1966 · 1967 · 1968 · 1969 · 1970 · 1971 · 1972 · 1973 · 1974 · 1975 · 1976 · 1977 · 1978 · 1979 · 1980 · 1981 · 1982 · 1983 · 1984 · 1985 · 1986 · 1987 · 1988 · 1989 · 1990 · 1991 · 1992 · 1993 · 1994 · 1995 · 1996 · 1997 · 1998 · 1999 · 2000 · 2001 · 2002 · 2003 · 2004 · 2005 · 2006 · 2007 · 2008 · 2009 · 2010 · 2011 · 2012 · 2013 · 2014 · 2015 · 2016 · 2017 · 2018 · 2019 · 2020 · 2021 · 2022 · 2023 · 2024 · 2025 · 2026
Lijst van beklimmingen